# Irbid (muhafaza)
Muhafaza Irbid (arab. محافظة إربد) – prowincja (muhafaza) w Jordanii w północno-zachodniej części kraju. Stolicą administracyjną jest Irbid.
Populacja w roku 2006 szacowana była na około 951 tys. mieszkańców na powierzchni 570 km².
Główne miasta prowincji to:
- Irbid – stolica;
- Ar-Ramsa;
- Umm Qais.